# Liste der Kulturdenkmale in der Westvorstadt (Bautzen)

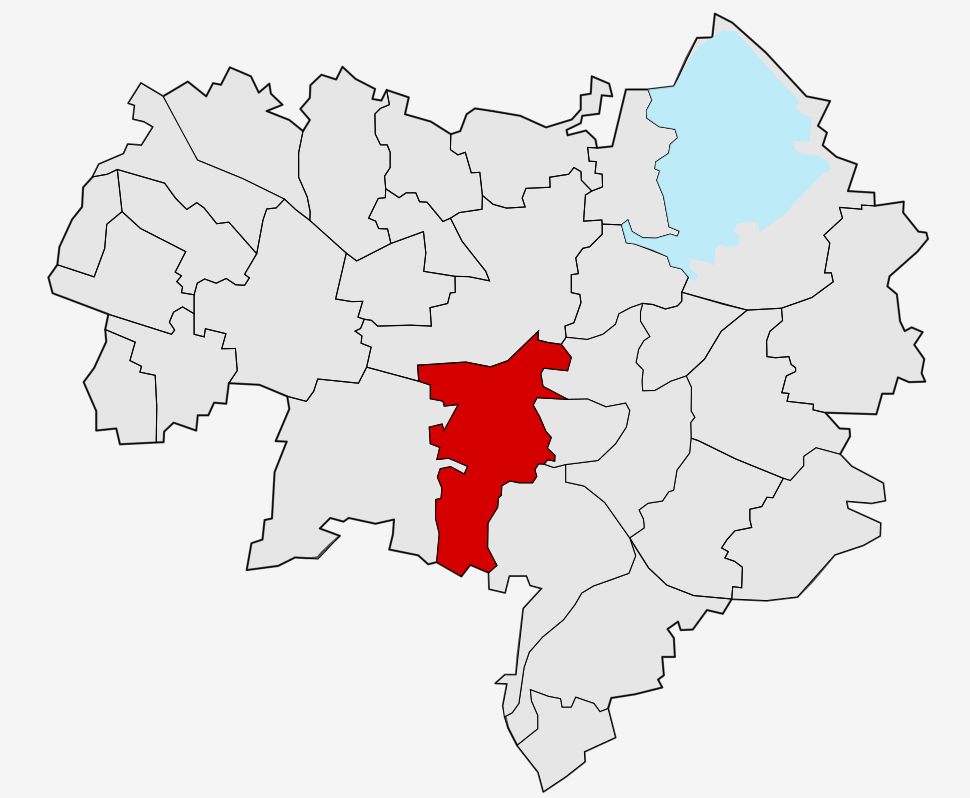
Lage der Westvorstadt in Bautzen

In der Liste der Kulturdenkmale in der Westvorstadt sind die Kulturdenkmale der Bautzener Westvorstadt  verzeichnet, die bis September 2024 vom Landesamt für Denkmalpflege Sachsen erfasst wurden (ohne archäologische Kulturdenkmale). Die Anmerkungen sind zu beachten.

## Liste der Kulturdenkmale in Westvorstadt (Bautzen)
| Bild                                    | Bezeichnung | Lage                                                                         | Datierung | Beschreibung | ID       |
| --------------------------------------- | --- | ---------------------------------------------------------------------------- | --- | --- | -------- |
| Direkt Bild zu diesem Denkmal hochladen | Denkmalschutzgebiet Stadtquartier Seidau | (Seidau) (Karte)                                                             | | Denkmalschutzgebiet Stadtquartier Seidau | 09301659 |
| Direkt Bild zu diesem Denkmal hochladen | Villa mit Garten | Albert-Schweitzer-Straße 1a (Karte)                                          | Um 1910/1920 | Vermutlich ehemalige Fabrikantenvilla, baugeschichtlich von Bedeutung, heute Kindergarten, asymmetrischer Bau, rückseitig große, umzäunte Veranda | 09251493 |
| Direkt Bild zu diesem Denkmal hochladen | Bau-Berufsschule | Albert-Schweitzer-Straße 1b (Karte)                                          | Um 1910 | Heute Internat, historisierender Bau mit barocken Gestaltungselementen, baugeschichtlich und ortsgeschichtlich von Bedeutung, symmetrische Fassadengliederung, zurückliegender Mittelteil, Putzgliederung und Putzornamentierung, überdachter Eingangsbereich, moderne Anbauten keine Denkmale | 09251491 |
|                                         | Mietvilla | Albrecht-Dürer-Straße 1 (Karte)                                              | Um 1910/1915 | Baugeschichtlich von Bedeutung, Villa mit Seitenbetonung, Giebel, Putzornamentik, Erker und zwei Balkons | 09250540 |
|                                         | Mietshaus mit Einfriedung, in Ecklage | Albrecht-Dürer-Straße 3 (Karte)                                              | Um 1910/1915 | Baugeschichtlich von Bedeutung, reiche Dachlandschaft, runder Eckerker, Mittelbetonung durch Giebel und Veranda | 09250541 |
| Direkt Bild zu diesem Denkmal hochladen | Villa mit Teilen der Einfriedung | Am Feldschlößchen 7 (Karte)                                                  | Um 1910 | Baugeschichtlich von Bedeutung, asymmetrisch abgestufter Baukörper, Runderker mit Sandsteinreliefierung, Giebel mit halbrundem Fenster und Putzornamentik, Veranden, Balkon mit originalem Geländer | 09250576 |
| Direkt Bild zu diesem Denkmal hochladen | Natursteinmauer entlang des Straßenzuges (östlich straßenbegleitend) | Am Feldschlößchen 8, 10 (Karte)                                              | 19. Jahrhundert | Fungiert als straßenbildprägendes Element und gleichzeitig als Stützmauer am Abhang, an die sich rückwärtig Gärten und verschiedene Baulichkeiten direkt anschließen, städtebauliche Bedeutung | 09303872 |
| Direkt Bild zu diesem Denkmal hochladen | Villa Hartmann | Am Feldschlößchen 9 (Karte)                                                  | 1913 | Baugeschichtlich und künstlerisch von Bedeutung | 09251494 |
| Direkt Bild zu diesem Denkmal hochladen | Doppelwohnhaus mit originaler Einfriedung | Andersen-Nexö-Straße 6, 8 (Karte)                                            | Um 1915/1920 | Baugeschichtlich von Bedeutung, Seitenbetonung durch Erker im Erdgeschoss, Fensterläden im ersten Obergeschoss, seitlich Balkons | 09250619 |
| Direkt Bild zu diesem Denkmal hochladen | Villa in Ecklage | Andersen-Nexö-Straße 7 (Karte)                                               | Um 1915 | Baugeschichtlich von Bedeutung, Mittelbetonung durch Dreiecksgiebel und Putzornament, Mittelrisalit, im Erdgeschoss Betonung durch Pfeiler, Sandsteinrelief, seitlich Veranden (Erdgeschoss verputzt, erstes Obergeschoss Holz), originale Fenster und Tür, rückseitig Terrasse | 09250575 |
|                                         | Wohnhaus einschließlich seitlichem Anbau sowie rückwärtig gelegene Grabenmauern der Uferbefestigung | Branntweingäßchen 1 (Karte)                                                  | 1812 | Wohnhaus Obergeschoss Fachwerk, Uferbefestigung aus Naturstein, baugeschichtlich von Bedeutung, schlichtes ländliches Wohnhaus mit massivem Natursteinmauerwerk im Erdgeschoss und originaler Tür, Satteldach mit Biberschwanzdeckung, zu großen Teilen authentisch erhalten, Bestandteil der historischen Hauslandschaft der Seidau | 09251232 |
|                                         | Wohnhaus mit seitlichem Vorbau, in geschlossener Bebauung | Branntweingäßchen 4 (Karte)                                                  | Vor 1800; 1874 erweitert | Baugeschichtlich von Bedeutung, mit steinernem Treppenaufgang zur Eingangstür (seitlich gelegen). Original war nur 6 Meter lang, mit seitlichem Ausgang und ohne heutiges Obergeschoss. Auszug aus dem Grundbuch: 1874 als Bestandsimmobilie verkauft und brandschutzversichert, sowie Aufbau des heutigen Obergeschosses und des steinernen Treppenaufgangs. 2005 saniert. | 09251233 |
|                                         | Wohnhaus in offener Bebauung | Branntweingäßchen 10 (Karte)                                                 | Um 1830 | Baugeschichtlich von Bedeutung, Krüppelwalmdach, einfach gestaltetes Portal an der am Haus seitlich vorbeiführenden Steintreppe | 09251234 |
|                                         | Villa Schnabel, in Ecklage mit Teilen der originalen Einfriedung | Clara-Zetkin-Straße 1 (Karte)                                                | 1910/1912 | Baugeschichtlich und künstlerisch von Bedeutung, Mittelbetonung durch geschweiften Giebel und leicht gewölbten mittleren Baukörper, kleiner Balkon mit originalem Geländer, Bekrönung durch Amphore, Mansardgeschoss, verschiedene Fensterformen, Putzornamentik, bezeichnet mit 12 in Kartusche (seitlich) | 09250538 |
|                                         | Wohnhaus mit originalen Zaunsäulen der Einfriedung, in Ecklage und in geschlossener Bebauung | Clara-Zetkin-Straße 6 (Karte)                                                | Nach 1910 | Baugeschichtlich von Bedeutung, Fassadengliederung durch Putzspiegel, kräftige Halbsäulen an der Ecke sowie neobarocke Schmuckelemente, rustiziertes Erdgeschoss, dreigeschossig, hohes Mansardwalmdach mit verschiedenen Ausbauten, Biberschwanzdeckung, größtenteils originale Fenster | 09250537 |
| Direkt Bild zu diesem Denkmal hochladen | Mietshaus in geschlossener Bebauung | Clara-Zetkin-Straße 8 (Karte)                                                | Um 1905/1906 | Baugeschichtlich von Bedeutung, Runderker, Turmhelm auf Giebel aufgesetzt, Stufenportal, originale Tür, Dachfenster mit hellen Schindeln umsetzt, Putzgliederung | 09250536 |
|                                         | Mietshaus in Ecklage und in geschlossener Bebauung | Clara-Zetkin-Straße 14 (Karte)                                               | Um 1914 | Baugeschichtlich und straßenbildprägend von Bedeutung, abgerundeter Baukörper, seitlich Erker, Putzquaderung im Erdgeschoss | 09250573 |
| Direkt Bild zu diesem Denkmal hochladen | Eckhaus der Häuserzeile (mit zurückliegendem Mittelteil) einer Siedlung | Dr.-Rohr-Straße 2 (Karte)                                                    | Um 1928 | Siehe auch Dresdner Straße 17-27, baugeschichtlich und städtebaulich von Bedeutung | 09250620 |
| Direkt Bild zu diesem Denkmal hochladen | Doppelwohnhaus | Dr.-Rohr-Straße 4, 6 (Karte)                                                 | Um 1928 | Baugeschichtlich und städtebaulich von Bedeutung, erkerartiger Vorbau, leichte U-Form | 09250564 |
| Direkt Bild zu diesem Denkmal hochladen | Doppelwohnhaus | Dr.-Rohr-Straße 8, 10 (Karte)                                                | Um 1928 | Baugeschichtlich und städtebaulich von Bedeutung, erkerartiger Vorbau, leichte U-Form | 09250563 |
| Direkt Bild zu diesem Denkmal hochladen | Doppelwohnhaus in Ecklage | Dr.-Rohr-Straße 12 (Wilhelm-Fiebiger-Straße 5) (Karte)                       | Um 1928 | Baugeschichtlich und städtebaulich von Bedeutung | 09251242 |
| Direkt Bild zu diesem Denkmal hochladen | Wohnhaus mit Einfriedung, in Ecklage | Dr.-Rohr-Straße 17 (Karte)                                                   | Um 1928 | Baugeschichtlich und städtebaulich von Bedeutung. Sockel: Klinker, Betonung des Treppenhauses durch Klinker. | 09250565 |
| Weitere Bilder                          | Spreebrücke / Mehrbogenbrücke über die Spree (Heilige-Geist-Brücke) | Dresdener Straße (Karte)                                                     | 1595 | Stadtgeschichtlich, verkehrsgeschichtlich, baugeschichtlich und technikgeschichtlich von Bedeutung. 48 Meter lange, vierbogige massive Gewölbebrücke über die Spree mit Ansichtsflächen aus Granitbruchsteinmauerwerk, benannt nach dem nahegelegenen und 1913 abgebrochenen Frauenhospital „Zum Heiligen Geist“, ursprünglich 1595 nur mit drei Bögen erbaut zur Überführung des bedeutenden Fernhandelsweges nach Nürnberg, der sogenannten Frankenstraße, bis zum Bau der Kronprinzenbrücke 1909 eine der wichtigsten Spreebrücken Bautzens, 1864 Begradigung des Straßenverlaufs, Errichtung des vierten Bogens sowie Verbreiterung der Brückenfahrbahn mittels auskragender Konsolsteine und Rückbau der massiven Brüstung, 1945 Sprengung der beiden westlichen Bögen, ab 1946 mit hölzerner, ab 1965 mit stählerner provisorischer Überbrückung, 1997 Ergänzung der fehlenden Bögen mittels granitverkleideter Stahlbetonbögen und Verstärkung der bestehenden zwei Natursteinbögen mittels Stahlbeton, wichtiges Zeugnis für die Stadtgeschichte Bautzens als einer bedeutenden Handelsstadt an Via Regia und abzweigender Frankenstraße, von stadt-, verkehrs-, bau- und technikgeschichtlicher Bedeutung. Brücke mit Gesamtstützweite von 47,76 m, Gesamtlänge von 52,76 m. Die vier Bögen sind als Kreissegmente mit Lichtweiten von 8,94, 2 × 9,16 m und 8,94 m ausgebildet, mit einem Bogenstich von 3,15 m. Ausführung mit Bruchsteinmauerwerk, steinsichtig verputzt. Die Pfeiler sind flussaufwärts wie auch -abwärts spitz zulaufend verbreitert. Die Brücke überführt eine Gemeindestraße und unterführt die Spree. | 09250206 |
| Direkt Bild zu diesem Denkmal hochladen | Zwei Hochwassermarken | Dresdener Straße (an der Einfriedungsmauer zur Heilige-Geist-Brücke) (Karte) | Bezeichnet mit 1804 | Ortsgeschichtlich von Bedeutung. Zwei übereinander angebrachte Hochwassermarken mit Inschrift: - oben Sandsteintafel: „Am 14. Juni 1804 reicht die ungewöhnliche Höhe der Spree an diesen Strich“ - unten Granittafel: „MISSZARD DEN IS TAG DES MONATES AUGUSTI IST DIE SPREHE BIS AN DIESEN STRICH GANGE“ | 09300783 |
| Direkt Bild zu diesem Denkmal hochladen | Französischer Friedhof (Sachgesamtheit) | Dresdener Straße (Ecklage Am alten Weinberg) (Karte)                         | 1913 | Sachgesamtheit Französischer Friedhof mit folgendem Einzeldenkmal: Denkmal für die Gefallenen der Schlacht bei Bautzen 1813 (siehe Obj. 09300790), die Grünanlage (Gartendenkmal) sowie Friedhof mit Teilen der ehemaligen Einfriedung als Sachgesamtheitsteil; regionalgeschichtlich von Bedeutung. Friedhofsareal (seit dem 14. Jahrhundert) heute in Form einer Parkanlage mit Wegeführung, Einfriedungsmauer aus Bruchstein mit kleiner Treppenanlage. | 09300791 |
|                                         | Denkmal für die Gefallenen der Schlacht bei Bautzen 1813 (Einzeldenkmal zu ID-Nr. 09300791) | Dresdener Straße (Ecklage Am alten Weinberg) (Karte)                         | 1913 | Einzeldenkmal der Sachgesamtheit Französischer Friedhof; regionalgeschichtlich von Bedeutung. Vierstufige Sockelzone, darauf mächtiger Granitkubus mit Inschrift: „Zum Gedächtnis der seit dem 14. Jh. bis zum Jahre 1878 auf diesem Friedhof zum heiligen Geist Bestatteten u. zur ehrenden Erinnerung an die hier ruhenden 383 Kämpfer aus der Schlacht bei Bautzen am 20. u. 21. Mai 1813. Die Kirchengemeinde St. Petri im Jahre 1913“. | 09300790 |
|                                         | Gedenktafel für Bautzener Arbeiterbewegung | Dresdener Straße 1 (Karte)                                                   | 1960er Jahre | Ortsgeschichtlich von Bedeutung, Grauer Granit mit zweisprachiger Inschrift: „Gedenkstätte der Bautzener Arbeiterbewegung, Im ehemaligen Gasthof Dreilinden wurde im Oktober 1919 die Ortsgruppe Bautzen der KPD gegründet“ | 09300782 |
| Direkt Bild zu diesem Denkmal hochladen | Wohnhaus | Dresdener Straße 1a (Karte)                                                  | 1910–1920 | Ehemalige Brauereivilla, mit hohem Originalitätsgrad, baugeschichtlich von Bedeutung, Treppengiebel, stehende Gaupe mit Treppengiebel, originale Fenster mit Winterfenstern, symmetrischer Baukörper | 09251476 |
|                                         | Mietvilla im Heimatstil in Ecklage | Dresdener Straße 13 (Karte)                                                  | Um 1910/1915 | Baugeschichtlich von Bedeutung, Mittelbetonung durch Dachgiebel, Fachwerk, Zwillings- und Rundfenster | 09250555 |
| Direkt Bild zu diesem Denkmal hochladen | Häuserzeile (mit zurückliegendem Mittelteil) einer Siedlung | Dresdener Straße 17, 19, 21, 23, 25, 27 (Karte)                              | Um 1928 | Siehe auch Dr.-Rohr-Straße 2, baugeschichtlich und städtebaulich von Bedeutung, Betonung der Eingänge, Seiten symmetrisch betont durch Erker, Mansardgeschoss, seitlich Balkons, originale Fenster, Bruchsteinsockel, horizontale Putzgliederung | 09250557 |
| Direkt Bild zu diesem Denkmal hochladen | Mietshaus in halboffener Bebauung | Dresdener Straße 22 (Karte)                                                  | Um 1910 | Baugeschichtlich von Bedeutung, Mittelbetonung durch Erker, reiche Putzreliefierung, Mansardgeschoss | 09250556 |
|                                         | Umspannwerk (ohne technische Anlagen) und Wohnhaus (roter Klinkerbauten) | Dresdener Straße 55, 55a (Karte)                                             | Um 1930 | Baugeschichtlich und technikgeschichtlich von Bedeutung. Umspannwerk Rattwitz mit Arbeiterwohnhaus, Montage- und Lagerhalle und Freiluftanlage (keine Kulturdenkmale), Technisches Denkmal. Zweigeschossiger Stahlbetonskelettbau auf Kellergeschoss, allseitige Verkleidung der Fassadenfronten mit dunklen Dreistern-Hartbrandklinkern, straff horizontal gegliederter Baukörper des Schalthauses an nördlicher Hauptfront und Ostgiebel mit plastisch abgesetzten Klinkerbändern und dazwischen liegenden Fensterachsen im Obergeschoss (Sammelschienenraum), hochrechteckige, flächige Fensterachsen im Erdgeschoss (Saal mit Ölschalterzellen), mit Flachdach hinter Attika, monumentale Nordwestfront mit gestaffeltem Treppenhausturm und (alter) Warte, vertikal betonte Fensterachsen zwischen Klinkerfaschen, anschließender Schaltwarte, und über Eck gezogener, eingeschossiger Bürotrakt mit Klinkerbändern sowie Maschinen- und Montagehallentrakt am Westgiebel durch tief liegende hochrechteckige Fensterachsen im Obergeschoss gegliedert. Zweigeschossiges Wohnhaus, Zweispänner, massiv mit Verkleidung der Fassadenfronten in Hartbrandklinker und Walmdach, allseitig Fensterachsen mit plastisch abgesetzten, horizontalen Klinkerbändern, an der Nordostecke der Hauptfront Werksuhr, ursprünglich im Erdgeschoss darunter Autogarage, bedeutendstes Beispiel von Industriearchitektur der Neuen Sachlichkeit in Bautzen. | 09250452 |
| Weitere Bilder                          | Friedhofskapelle und Friedhof Protschenberg (Sachgesamtheit) | Fichteschulweg (Karte)                                                       | 1789 (Weihung des Friedhofs); 1790–1913 (Grabmale); 1893 (König-Albert-Eiche) | Sachgesamtheit Friedhofskapelle und Friedhof Protschenberg mit folgenden Einzeldenkmalen: Kapelle, ehemalige Aufbahrungshalle, ein Grabmal, zwei Grabanlagen, sämtliche schmiedeeiserne Grabanlageneinfriedungen und Sandsteininschrifttafeln an den seitlichen Friedhofsmauerwänden, Einfriedungsmauer und Kriegerdenkmal für die Gefallenen des Ersten Weltkrieges (siehe Obj. 09250542) sowie Baumreihen an Ost-, Süd- und Westseite und Gedenkbaum als Sachgesamtheitsteile; ortsgeschichtlich von Bedeutung. - Einfriedung: Bruchsteinmauer um das gesamte Friedhofsgelände, Friedhofsportal mit Holz-Tor an der Südseite des Friedhofs gleichzeitig Kriegerdenkmal für die Gefallenen des Ersten Weltkrieges, außerhalb des Friedhofs an der Ost- bzw. Westseite sowie an der Südseite Baumreihe aus Sommer-Linden (Tilia platiphyllos) - Südlich des Friedhofs Gedenkbaum: König-Albert-Eiche (Quercus robur, 1893) | 09300784 |
|                                         | Kapelle, ehemalige Aufbahrungshalle, ein Grabmal, zwei Grabanlagen, sämtliche schmiedeeiserne Grabanlageneinfriedungen und Sandsteininschrifttafeln an den seitlichen Friedhofsmauerwänden, Einfriedungsmauer sowie Kriegerdenkmal für die Gefallenen des Ersten Weltkrieges (Einzeldenkmale zu ID-Nr. 09300784)   | Fichteschulweg (Karte)                                                       | Bezeichnet mit 1790 (Aufbahrungshalle); nach 1816 (Grabmal der Familie Deucke); bezeichnet mit 1883 (Friedhofskapelle); 1884–1913 (Grabmale der Familien Smoler und Mitschke); nach 1918 (Kriegerdenkmal Erster Weltkrieg) | Einzeldenkmale der Sachgesamtheit Friedhofskapelle und Friedhof Protschenberg; ortsgeschichtlich von Bedeutung. Kapelle im Steinsockel bezeichnet mit 1883. Ehemalige Aufbahrungshalle im Türstock bezeichnet mit 1790. Wetterfahne („S“). Glocke von 1937 (Stiftung 1901). Grabmal der Familie Deucke: stufenförmiges Podest mit quadratischem Aufbau, darauf Säule mit profilierter Basis und gedrungenem Kapitel, Bekrönung durch trauernden Putto. Grabanlage der Familie Jan Arnošt Smoler, gestorben 1884: dreizoniges Wandgrabmal mit betontem Mittelteil durch Ädikula, schmiedeeiserne Einfriedung. Grabanlage der Familie Mitschke, um 1915: Wandgrabmal mit schmiedeeiserner Einfriedung. Sämtliche Grabanlageneinfriedungen und Inschrifttafeln aus Sandstein an den seitlichen Friedhofsmauerwänden, darunter auch Gedenktafel mit Inschrift für Rudolf Enderlein (mit schmiedeeiserner Einfassung, platziert in Nische an Friedhofswand). Kriegerdenkmal gleichzeitig Eingangstor zum Friedhof, an den seitlichen Wangen Namen der Toten, im Bogen Relief mit sterbendem Krieger und Inschrift: „Unsern Helden“. | 09250542 |
| Direkt Bild zu diesem Denkmal hochladen | Wohnhaus mit seitlichen Anbauten, in offener Bebauung | Fichteschulweg 3 (Karte)                                                     | Um 1800 | Baugeschichtlich von Bedeutung, einfache Fassadengestaltung, sehr kleine Fenster | 09251246 |
|                                         | Schulgebäude in offener Bebauung (Fichteschule) | Fichteschulweg 5 (Karte)                                                     | Um 1912 | Baugeschichtlich und ortsgeschichtlich von Bedeutung, asymmetrischer Baukörper, Sockel aus rotem Klinker, hohes, rundbogiges Portal mit Schlussstein, Mittelrisalit, darin hohe Zwillingsfenster im ersten Obergeschoss, über Fensterbekrönung Putzornamentik, durch Halbkreise ausgeprägter Giebel mit Kugel, Treppenhaus mit originalen Bögen und Originalputz (unten) | 09251250 |
| Direkt Bild zu diesem Denkmal hochladen | Mietshaus in Ecklage und in geschlossener Bebauung | Fiedlerstraße 1 (Karte)                                                      | Um 1910/1915 | Baugeschichtlich und städtebaulich von Bedeutung, Mansardgeschoss, originale Fenster, Eckerker, farbige Putzornamentik (Sgraffito) | 09250544 |
| Direkt Bild zu diesem Denkmal hochladen | Mietshaus mit originalen Zaunsäulen, in Ecklage | Fiedlerstraße 2 (Karte)                                                      | Um 1915/1920 | Baugeschichtlich von Bedeutung, Mittelbetonung durch Giebel und gewölbten Erker, Putzornamentik, seitlich Veranden, zurückliegender Eingang | 09250543 |
| Direkt Bild zu diesem Denkmal hochladen | Wohnhaus in geschlossener Bebauung | Fiedlerstraße 3 (Karte)                                                      | Um 1910/1915 | Baugeschichtlich und städtebaulich von Bedeutung, Mittelbetonung durch Giebel, Mittelrisalit, Putzornamentik (Sgraffito) | 09250545 |
| Direkt Bild zu diesem Denkmal hochladen | Wohnhaus in geschlossener Bebauung | Fiedlerstraße 5 (Karte)                                                      | Um 1910/1915 | Baugeschichtlich und städtebaulich von Bedeutung, Mittelbetonung durch Erker und Rundgiebel, Erdgeschoss durch Quaderung betont (pfeilerartig), Putzgliederung | 09250546 |
| Direkt Bild zu diesem Denkmal hochladen | Mietshaus in Ecklage und in offener Bebauung | Fiedlerstraße 10 (Karte)                                                     | Um 1910/1915 | Baugeschichtlich und städtebaulich von Bedeutung, asymmetrische Fassadengestaltung, Betonung des ersten Obergeschosses durch Putzgliederung, Staffelung der Baukörper | 09250548 |
| Direkt Bild zu diesem Denkmal hochladen | Mietshaus in geschlossener Bebauung | Fiedlerstraße 11 (Karte)                                                     | Um 1910/1915 | Baugeschichtlich und städtebaulich von Bedeutung, Mittelbetonung durch Mittelrisalit, Mansardgeschoss, reiche Dachlandschaft, Oberlicht, Putzgliederung und -ornamentik | 09250547 |
|                                         | Anläufe einer schmalen Brücke über die Spree (Fußgängerbrücke) | Frankfurt (Karte)                                                            | Anfang 1980er Jahre | Technikgeschichtlich von Bedeutung, verputzter Feldstein, Strebepfeiler. Von dem unscheinbaren stählernen Fußgängersteg über die Spree, Anfang der 1980er Jahre errichtet und gleichzeitig als Rohrbrücke dienend, ist das nördliche linke Widerlager von besonderem Interesse. Der Steg an der ehemaligen städtischen Gasanstalt war jahrhundertelang von den Besitzern der Papierfabrik (ehemalige Kapplersche Mühle) unterhalten worden. Am linken Widerlager finden sich folgende Inschriften: „E. L. D. 1674“ und „D. I. G. P. 1727“. Die erste Inschrift meint D. Elias Lehmann, die zweite den Mühlenbesitzer D. Johann Gottlob Platz. Das Widerlager stammt somit vermutlich aus dem 17. Jahrhundert. Der Steg selbst wurde häufig erneuert. 1813 wurde er vor dem Angriff der Franzosen auf die belagerte Stadt aus strategischen Gründen abgerissen. Um 1828 kauft der Papierfabrikant K. F. August Fischer die Mühle von Benjamin Kappler und schließt mit dem Stadtrat einen Vertrag, in dem Fischer die Unterhaltung der Brücke zusichert. 1852 und 1870 erfolgten größere Reparaturen beziehungsweise ein Neubau. Bis 1902 war der Steg aus Holz erbaut. Das östliche Widerlager in Form einer Rampe ist etwa 20 m lange und 3 m breit. Der Höhenunterschied beträgt etwa 1,50 m zwischen Straßenniveau und Oberkante Fußweg auf der Brücke. Die seitlichen Mauern der Rampe bestehen aus unregelmäßigem Bruchsteinmauerwerk und dienen zugleich als massive Brüstung. Die westliche Mauer ist teilweise verputzt und weist im Gegensatz zur östlichen Mauer keine stabilisierenden Pfeilervorlagen auf. | 09250506 |
| Direkt Bild zu diesem Denkmal hochladen | Wohnhaus in halboffener Bebauung mit nahezu authentischem äußeren Erscheinungsbild und sechs Granitpfosten der ehemaligen Einfriedung | Frankfurt 19 (Karte)                                                         | Um 1870/1880 | Baugeschichtliche Bedeutung. - Wohnhaus: schlichter zweigeschossiger Baukörper mit Drempel, einfache Putzgliederung, Horizontalgliederung durch Simse, Satteldach, einfaches Portal mit Schlussstein, zum großen Teil originale Holzfenster (Kreuzstock) mit Kapitellchen an der Schlagleiste - Einfriedung: sechs intakte Granitpfosten, die straßenseitig das Grundstück einfriedeten, Zaunfelder nicht mehr vorhanden - Hinterhaus: an Gestaltung des Wohnhauses angepasst, selbst nicht Kulturdenkmal, nach Objektbesichtigung am 6. April 2011 als Denkmal gestrichen, weil öffentliches Erhaltungsinteresse nicht begründbar | 09251225 |
| Direkt Bild zu diesem Denkmal hochladen | Wohnhaus in offener Bebauung | Frankfurt 25 (Karte)                                                         | Um 1920 | Baugeschichtlich von Bedeutung, Natursteinsockel, gewölbter Eingang, darüber Erker (im ersten und zweiten Obergeschoss) | 09251226 |
| Weitere Bilder                          | Zweibogige Brücke über die Salzenforster Straße (Jordantalbrücke) | Hoyerswerdaer Straße (Karte)                                                 | 1907–1909; 1953 (Wiederaufbau) | Technikgeschichtlich und verkehrsgeschichtlich von Bedeutung, große Granitquader. Zweibogige Brücke mit lichten Bogenweiten von je 16 m aus Granitbruchsteinmauerwerk in Zementmörtel. Erbaut 1907–1909 von der Firma Robert Berndt & Söhne aus Dresden. Die Jordantalbrücke war wesentlicher Bestandteil des neuen Fernstraßenführungssystems Anfang des 20. Jahrhunderts, in dessen Zuge zeitgleich auch die Friedensbrücke gebaut wurde. Sie war notwendig, um den Fernverkehr Richtung Berlin (heutige Bundesstraße 96) auf dem westlichen Hochufer über das Jordantal um den Hummelberg herum führen zu können. 1945 wurden beide Bögen gesprengt und erst 1953 in der ursprünglichen Bauart wieder hergestellt. 1994 wurden die Fahrbahndichtung und die Brückenentwässerung erneuert. 2001 erfolgten ein Neubau der Stahlbeton-Fahrbahnplatte sowie eine Verlängerung des nördlichen Widerlagers mit Rampenwänden. Die Breite der Fahrbahnplatte von Außenkante Kappe zu Außenkante Kappe stieg aufgrund erforderlicher höherer Straßenbreiten von 10,00 auf 13,40 m. Deshalb kragt die Platte nun deutlich weiter aus als ursprünglich. Der Raum zwischen Gewölbe und Fahrbahnplatte ist mit unbewehrtem Beton ausgefüllt. Wie bei allen Brücken dieser Bauart – ebenfalls auch Konkretbeton genannt – ist die innere Laibung der Gewölbe verputzt, während die äußeren Ansichtsflächen aus unregelmäßigem Schichtenmauerwerk aus Granit eine Steinbrücke lediglich vortäuschen. Die 7,50 m breiten Bögen sind leicht korbbogenförmig und weisen keine Gelenke auf. Pfeiler und Widerlager wurden flach gegründet. Die Dicke der Bögen misst 70 cm im Scheitel und 1,30 m am Kämpfer. Die Brücke ist der höchsten Brückenklasse 60/30 zugeordnet und befindet sich in gutem Erhaltungszustand. | 09250410 |
|                                         | Wohnhaus mit Einfriedung in Ecklage und in offener Bebauung sowie Gartenhäuschen (Pergola) | Leibnizstraße 2 (Karte)                                                      | Um 1920 | Baugeschichtlich und städtebaulich von Bedeutung, Putzornamentik, reiche Dachlandschaft, Mansardgeschoss, originale Fensterläden, zurückliegender Eingang | 09250539 |
|                                         | Mietshaus mit originalen Zaunsäulen, in geschlossener Bebauung | Leibnizstraße 3 (Karte)                                                      | Bezeichnet mit 1911 | Baugeschichtlich und städtebaulich von Bedeutung, unregelmäßige Fassadengliederung, Erker, Mansarddach, Balkon, darüber Veranda, Putzgliederung, ohrenförmiges Oberlicht | 09250578 |
|                                         | Doppelwohnhaus mit originalen Zaunsäulen in offener Bebauung | Leibnizstraße 4, 6 (Karte)                                                   | Um 1910/1915 | Baugeschichtlich und städtebaulich von Bedeutung, vorgezogener Baukörper, unterschiedliche Giebel, Mansarddach | 09250582 |
|                                         | Mietshaus in geschlossener Bebauung, mit Inschrift | Leibnizstraße 5 (Karte)                                                      | Um 1910 | Baugeschichtlich und städtebaulich von Bedeutung, Mittelrisalit, Giebel, Mansarddach, Putzornamentik, Oberlicht, darüber reiche Putzreliefierung, originales Treppenhaus (originale Wandmalerei im gesamten Treppenhaus), mit Inschrift „M.K.“ (Max Krahl) | 09250579 |
|                                         | Mietshaus mit originalen Zaunsäulen, in geschlossener Bebauung | Leibnizstraße 7 (Karte)                                                      | Um 1910/1915 | Baugeschichtlich und städtebaulich von Bedeutung, Putzgliederung, geschweifter Giebel, Mittelbetonung | 09250580 |
|                                         | Mietshaus mit Einfriedung und originalen Zaunsäulen, in geschlossener Bebauung | Leibnizstraße 9 (Karte)                                                      | Bezeichnet mit 1912 | Baugeschichtlich und städtebaulich von Bedeutung, mit Mittelbetonung, Mansarddach, Holzmalerei unter Dachrinne (in Holzverkleidung) | 09250581 |
|                                         | Mietshaus mit originaler Einfriedung, in geschlossener Bebauung | Leibnizstraße 11 (Karte)                                                     | Bezeichnet mit 1912 | Mit zwei symmetrisch angelegten Erkern und Dachhaus mit zentralem Giebel, neobarocke Schmuckelemente, originale Einfriedung, baugeschichtlich und städtebaulich von Bedeutung, dreigeschossiger Bau mit Mansarddach, in den Giebeln der Erker neobarocke Schmuckkartuschen, Fassadengliederung durch Bänder und Lisenen, originale Haustür, gerahmt von kräftigen, genuteten Pilastern | 09250170 |
|                                         | Reste einer Bruchsteineinfriedung mit niedrigem, rundbogigem Portal | Mühlgäßchen (Karte)                                                          | 18. Jahrhundert | Baugeschichtlich von Bedeutung | 09251219 |
| Weitere Bilder                          | Kappler-Mühle: Mühle mit Resten der wassertechnischen Anlage und Doppelwohnhaus in offener Bebauung (mit Wasserstandstafel) | Mühlgäßchen 1, 2 (Karte)                                                     | Bezeichnet mit 1718 | Baugeschichtlich und ortsgeschichtlich von Bedeutung, bezeichnet mit 1718 – CHF und 1859 – AGLP (im Medaillon des Dreiecksgiebels über Tür) breite Türgewände mit säulenartigen Portalen, unterbrochener Dreiecksgiebel als Türbekrönung (darin Medaillon), Fensterläden, verwitterte Wasserstandstafel (Wasserstand, den 14. Juni 1804) als Zeuge der schlimmsten Hochwasserkatastrophe im Bautzener Land | 09251220 |
| Direkt Bild zu diesem Denkmal hochladen | Ehemalige Schleifmühle (viergeschossig, Walmdach) mit lang gestrecktem Anbau, mit gesamter Technik, einschließlich wassertechnischer Anlage (Wehr, Mühlgraben durch das Gebäude) und Brücke über die Spree | Neusche Promenade 4 (Karte)                                                  | Um 1850 | Alle Baulichkeiten weitgehend im Originalzustand erhalten, baugeschichtlich, ortsgeschichtlich und technikgeschichtlich von Bedeutung, zwei Schachtturbinen der Firma Voith, Siemens-Schuckert-Generator, Deutz-Dieselmotor (Kurbelgehäuse defekt) mit liegendem Zylinder und Pressluftanlasser, Schalttafel mit Rundinstrumenten | 09251443 |
| Direkt Bild zu diesem Denkmal hochladen | Wohnhaus in offener Bebauung | Neustädter Straße 9 (Karte)                                                  | Um 1916 | Baugeschichtlich von Bedeutung, mit seitlichem Holzerker, überdachter Treppenaufgang, Zinnenfries als Sims über Erdgeschoss, Schrifttafel | 09251371 |
| Direkt Bild zu diesem Denkmal hochladen | Doppelwohnhaus in offener Bebauung | Neustädter Straße 11, 13 (Karte)                                             | Tafel bezeichnet mit 1916 | Baugeschichtlich von Bedeutung, originaler Putz, überdachter Eingangsbereich, Mittelbetonung durch zurückgesetzten Dreiecksgiebel mit rundbogigen Fenstern, dazwischen Spruchtafel mit Datierung („Dies war ein heißes Fechten, mit groß und kleinen Mächten, eh' hier auf sichrem Grund dies Haus erheben kunnt“) | 09251372 |
| Direkt Bild zu diesem Denkmal hochladen | Wohnhaus mit Mauer entlang der Neustädter Straße | Neustädter Straße 15 (Karte)                                                 | Um 1920 | Mit architekturgeschichtlichem Zeugniswert, zweigeschossiger Putzbau mit originaler Fassade mit gesprossten Fenstern mit Fensterläden, seitlichem Anbau und rustiziertem Sockelgeschoss, nahezu authentisch erhaltener Baukörper mit vielen originalen Details (Eingangsbereiche, Treppenaufgänge, Fenster und -gliederungen, Dekore, Sandsteinplastik eines nackten Knaben mit Fohlen über dem Haupteingang) | 09251224 |
| Direkt Bild zu diesem Denkmal hochladen | Beidseitig straßenbegleitender Mauerzug, in verschiedenen Abschnitten erhalten einschließlich zweier Torsäulen bei Seidauer Straße 24 | Oberweg (Hauptanschrift: Seidauer Straße) (Karte)                            | Um 1900 | Von ortsbildprägender Bedeutung, Mauerzug verschiedenartig ausgeprägt, Flurstück 2342/1 Ziegelmauerwerk, Flurstück 151 Granitmauerwerk mit Zementputz, ansonsten Granitmauer. Nordöstlicher Mauerzug entlang Seidauer Straße ab Nummer 30 (Flurstück 278/1) über Nummer 28 (Flurstück 2342/1), Nummer 26 (Flurstück 1541/1), Nummer 24 (Flurstück 2341/1), außer Nummer 22 bis Grundstücksgrenze Nummer 20 (Flurstück 2341/6), südwestliche Begrenzung durch Mauer entlang Seidauer Straße Flurstück 163, 161, 160, 159, 158, 156, 151, 146, 134, 136, 137, 138, 113, nordöstliche Begrenzung Oberweg von Nummer 2b (Flurstück 162) über Rückseiten der Flurstück 159, 158, 151, südwestliche Begrenzung Oberweg von Nummer 9 (Flurstück 157) bis Nummer 7 (Flurstück 156), ab Flurstück 147 über 146, 134, 135. | 09303793 |
| Direkt Bild zu diesem Denkmal hochladen | Scheune | Oberweg (Karte)                                                              | 19. Jahrhundert | Ortsbildprägend und wirtschaftsgeschichtlich von Bedeutung, massiver Bruchsteinbau mit Ziegelmauerwerk in der Drempelzone, Lüftungsschlitze, seitliche Toreinfahrt, Satteldach, seitlicher Anbau mit Schleppdach | 09300787 |
| Direkt Bild zu diesem Denkmal hochladen | Scheune | Oberweg 4a (Karte)                                                           | 19. Jahrhundert | Ortsbildprägend und wirtschaftsgeschichtlich von Bedeutung, Naturstein, Giebel teilweise durch Ziegelmauerwerk ersetzt, Holztor, bis April 2008 irrtümlich unter Nummer 2b in der Denkmalliste geführt, laut ALK-Daten Nummer 4a | 09251260 |
| Direkt Bild zu diesem Denkmal hochladen | Wohnhaus in offener Bebauung | Oberweg 6 (Karte)                                                            | Um 1800 | Baugeschichtlich und straßenbildprägend von Bedeutung, rundbogiges Portal, Krüppelwalmdach | 09251257 |
| Direkt Bild zu diesem Denkmal hochladen | Schule | Oberweg 9 (Karte)                                                            | Bezeichnet mit 1867 | Heute Wohnhaus in offener Bebauung, baugeschichtlich und ortsgeschichtlich von Bedeutung, bezeichnet mit 1867, „Lasset die Kindlein zu mir kommen“, Gebäude mit hohem, rundbogigem Portal, Säulen zu beiden Seiten des Eingangs, Stützpfeiler, Mittelbetonung | 09251243 |
| Direkt Bild zu diesem Denkmal hochladen | Scheune | Oberweg 11a (Karte)                                                          | 19. Jahrhundert | Ortsbildprägend und wirtschaftsgeschichtlich von Bedeutung, Naturstein verputzt mit Tordurchfahrt, Giebel durch Ziegelmauerwerk ersetzt, Satteldach | 09251259 |
| Direkt Bild zu diesem Denkmal hochladen | Scheune | Oberweg 11b (Karte)                                                          | 19. Jahrhundert | Ortsbildprägend und wirtschaftsgeschichtlich von Bedeutung, Metalltor mit eingravierten Hämmern, Naturstein, seitlich Holztore, Krüppelwalmdach | 09251244 |
| Direkt Bild zu diesem Denkmal hochladen | Wohnhaus in offener Bebauung | Oberweg 13 (Karte)                                                           | Anfang 19. Jahrhundert | Baugeschichtlich von Bedeutung, Krüppelwalmdach, zu beiden Seiten des Hauses Treppenaufgang | 09251258 |
| Direkt Bild zu diesem Denkmal hochladen | Werkstatt | Oberweg 13a (Karte)                                                          | 1. Hälfte 19. Jahrhundert | Orts- und straßenbildprägend, baugeschichtlich von Bedeutung, massiver verputzter Bruchsteinbau mit zwei großen vielfach gesprossten Fenstern an der Längsseite, mächtiger vorkragender Sockel, Krüppelwalmdach | 09300786 |
|                                         | Wohnhaus in offener Bebauung mit vorgelegter Treppenanlage, Einfriedung und rückwärtigen Stützmauern | Salzenforster Straße 4 (Karte)                                               | Um 1870 | Baugeschichtlich von Bedeutung, Krüppelwalmdach, Rundbogenportal mit Schlussstein, Winterfenster im ersten Obergeschoss, Freitreppe vor dem Hauseingang mit Granitstufen, Einfriedung Betonpfosten und hölzerne Zaunsfelder, Natursteinmauerwerk der Stützmauern an der Straße und rückwärtig im Grundstück | 09251381 |
|                                         | Wohnhaus in offener Bebauung | Salzenforster Straße 6 (Karte)                                               | Um 1870 | Baugeschichtlich von Bedeutung, Mittelbetonung durch Portal, Krüppelwalmdach | 09251382 |
|                                         | Reste einer Einfriedung mit niedrigem, rundbogigem Tor | Salzenforster Straße 7 (Karte)                                               | Um 1820 | Straßenbildprägend von Bedeutung | 09251383 |
|                                         | Wohnhaus in offener Bebauung | Salzenforster Straße 9 (Karte)                                               | Um 1820/1850 | Baugeschichtlich von Bedeutung, Seitenbetonung durch Eingangsportal | 09251384 |
|                                         | Wohnhaus in offener Bebauung | Salzenforster Straße 14 (Karte)                                              | Um 1820/1850 | Baugeschichtlich von Bedeutung, Mittelbetonung durch rundbogiges Portal, Tür mit Oberlicht, seitlicher Treppenaufgang mit originalem Geländer | 09251386 |
| Weitere Bilder                          | Wohnhaus mit Scheune, in offener Bebauung | Salzenforster Straße 25 (Karte)                                              | Anfang 19. Jahrhundert | Baugeschichtlich von Bedeutung, Wohnhaus mit Krüppelwalmdach, Scheune mit Spitzdach und Rundbögen | 09251252 |
| Weitere Bilder                          | Zweiflügliges Wirtschaftsgebäude in Ecklage, mit Tordurchfahrt und Dachreiter | Salzenforster Straße 51 (Karte)                                              | Um 1880 | Gebäude mit breit abgefaster Ecke, diese betont durch ehemalige Tordurchfahrt, Giebel und Dachreiter mit Uhr, ortsbildprägend und wirtschaftsgeschichtlich von Bedeutung, der Komplex ist teils zwei-, teils dreigeschossig, einige Fensteröffnungen verändert, Tordurchfahrt zugesetzt, Fledermaus- und Hechtgaupen, zur Hofseite hohe Dachhäuser mit Dachüberstand | 09250434 |
| Direkt Bild zu diesem Denkmal hochladen | Reste der Friedhofsgestaltung (Gartendenkmal) und Einfriedungsmauer eines ehemaligen Friedhofs | Salzenforster Straße 85 (Karte)                                              | 1904–1914 | Einst zum Alters- und Pflegeheim Seidau gehörig, sozialgeschichtlich und ortsgeschichtlich von Bedeutung. Abbruch der dazugehörigen Kapelle vor 2000, Friedhof gehörte zum Pflegeheim Salzenforster Straße (Verwaltungsadresse Schmoler Weg 4), hier wurden Personen bestattet, die keine Angehörigen mehr besaßen, Friedhof ist mittlerweile seit Jahren stillgelegt und völlig verwahrlost, Einfriedungsmauer noch gut erhalten und straßenbildprägend. Entstehung zwischen 1904 und 1914 (laut Vergleich mit Messtischblättern), ursprüngliche Gestaltung nahm nur etwa Dreiviertel der Gesamtfläche ein, spätere Erweiterung nach Osten und Süden. Der zum Alters- und Pflegeheim Seidau gehörige Friedhof wurde 1913 als Anstaltsfriedhof angelegt. 1929/1930 entstand an der Westgrenze die Friedhofskapelle. 1938 wurde der Friedhof zum ersten Mal erweitert. Wann die zweite Erweiterung erfolgte, ist nicht bekannt. Seit 1983 wird der Friedhof aus finanziellen und hygienischen Gründen nicht mehr genutzt. In der Folge musste im Jahre 2000 die stark beschädigte Kapelle abgerissen werden. Obwohl seit Jahren offengelassen und verwahrlost ist die Gestaltung des Friedhofs immer noch ablesbar. Das in Form eines Hippodroms angelegte Wegsystem und die wegebegleitenden Alleen aus ehemals geschnittenen Winter-Linden sind erhalten. Das Gelände wird an der nördlichen Friedhofsgrenze zur Salzenforster Straße durch eine verputzte Ziegelmauer, an allen anderen Seiten durch eine ehemals geschnittene Hainbuchen-Hecke eingefriedet. | 09250378 |
| Direkt Bild zu diesem Denkmal hochladen | Straßenbrücke über die Spree (Scharfenstegbrücke) | Scharfenweg (Karte)                                                          | 2. Hälfte 19. Jahrhundert | Mittelpfeiler mit Eisbrecher, Brückenbogen und östliches Widerlager erhalten, ortsgeschichtlich, baugeschichtlich und verteidigungstechnisch von Bedeutung | 09306345 |
| Direkt Bild zu diesem Denkmal hochladen | Wohnhaus mit Scheune, in offener Bebauung | Scharfenweg 1 (Karte)                                                        | Um 1820 | Baugeschichtlich von Bedeutung, Wohnhaus, zweigeschossig mit Drempel, einfache Lochfassade mit Betonung der Mitte, Scheune parallel zum Wohnhaus im Hof, schlichte Bauten, die vor allem für Stadtentwicklungsgeschichte Bedeutung haben | 09251158 |
| Direkt Bild zu diesem Denkmal hochladen | Einfriedungsmauer sowie ehemalige Scheune auf gegenüberliegender Straßenseite, ehemaliges Brunnenhäuschen (bei Nr. 5) und hölzerner Gartenpavillon | Scharfenweg 5 (Karte)                                                        | Bezeichnet mit 1778 | Stadtentwicklungsgeschichtliche und dokumentarische Bedeutung. - Nummer 5: ehemalige Scheune, heute nach Sanierung zu Wohnzwecken umgenutzt, dem barocken Wohnhaus gegenüberliegend - bei Nummer 5: kleines ehemaliges Brunnenhäuschen mit zwei Rundbogenöffnungen (Bögen aus stehenden Ziegeln, sonstiges Mauerwerk Granitquader mit Zwickelgestein) - Gartenpavillon (bei Nummer 6): oktogonaler Grundriss, waagerechte Verdachung, originale Fenster und Tür mit Sprossungen, mit kleiner Laterne als Aufsatz (Fensterband, Spitzdach und Wetterfähnchen) - Wohnhaus: barockes Bürgerhaus mit Mittelbetonung durch Portal und darüber liegende Fenster, saniert, stattliches barockes Bürgerhaus, dreigeschossig mit hohem Originalitätsgrad, Mittelbetonung der Straßenfassade, originales Portal mit Datierung und Schlussstein (mit Initialen und Signum), saniert, Streichung 2016: im Zuge der Sanierungs- und Umbauarbeiten erhebliche Beeinträchtigung äußeres Erscheinungsbild und innere Struktur, besonders bei Dachausbau und Nebengebäude | 09251159 |
| Direkt Bild zu diesem Denkmal hochladen | Gartenpavillon und Einfriedungsmauer | Scharfenweg 6 (Karte)                                                        | | Baugeschichtliche Bedeutung | 09307083 |
| Direkt Bild zu diesem Denkmal hochladen | Wohnhaus in offener Bebauung | Schleierberg 1 (Karte)                                                       | Um 1830 | Baugeschichtlich von Bedeutung, Mittelbetonung durch Türportal | 09251235 |
|                                         | Mietshaus mit Laden, in geschlossener Bebauung | Schliebenstraße 2 (Karte)                                                    | Um 1905/1910 | Baugeschichtlich von Bedeutung, abgerundete Fassade, Mittelbetonung durch Dreiecksgiebel | 09250572 |
|                                         | Mietshaus in halboffener Bebauung | Schliebenstraße 3 (Karte)                                                    | Um 1910 | Baugeschichtlich und städtebaulich von Bedeutung, runder Eckgiebel, asymmetrische Fassadengliederung | 09250554 |
| Direkt Bild zu diesem Denkmal hochladen | Mietshaus mit Ladengeschäft, in geschlossener Bebauung | Schliebenstraße 4 (Karte)                                                    | Um 1905/1910 | Baugeschichtlich von Bedeutung, Putzgliederung, Mansarddach | 09250571 |
|                                         | Mietshaus in geschlossener Bebauung | Schliebenstraße 5 (Karte)                                                    | Um 1910 | Baugeschichtlich von Bedeutung, Mittelbetonung durch Bedachung, Seitenbetonung durch gewölbte, erkerartige Baukörper, ehemals Schuhmacherei Fritsche | 09250553 |
| Direkt Bild zu diesem Denkmal hochladen | Mietshaus in geschlossener Bebauung | Schliebenstraße 6 (Karte)                                                    | Um 1912 | Baugeschichtlich von Bedeutung, Betonung beider Seiten durch Giebel, Putzgliederung, Mansarddach | 09250570 |
|                                         | Mietshaus in halboffener Bebauung | Schliebenstraße 7 (Karte)                                                    | Bezeichnet mit 1910 | Baugeschichtlich von Bedeutung, Seitenbetonung durch Putzornamentik und Giebel, Mansarddach, Putzgliederung | 09250552 |
| Direkt Bild zu diesem Denkmal hochladen | Mietshaus in geschlossener Bebauung | Schliebenstraße 8 (Karte)                                                    | Um 1910 | Baugeschichtlich von Bedeutung, Seitenbetonung durch geschweiften Giebel, Mansardgeschoss, Putzgliederung und Ornamentik, Putzquaderung im Erdgeschoss | 09250569 |
|                                         | Doppelwohnhaus mit originalen Zaunsäulen und Nebengebäude | Schliebenstraße 9, 9a (Karte)                                                | Bezeichnet mit 1911 | Baugeschichtlich und städtebaulich von Bedeutung; Nebengebäude abgerissen. Inschrift: „Ich hab gebaut nach meinem Sinn, wem’s nicht gefällt, stell’s anders hin!“, mit Eckerker, seitlichem Holzerker, Giebeln, Fachwerk, Putzornamentik, Gustav Schmidt – Backofenbau. | 09250549 |
| Direkt Bild zu diesem Denkmal hochladen | Beidseitig straßenbegleitender Mauerzug, in verschiedenen Abschnitten erhalten einschließlich zweier Torsäulen bei Seidauer Straße 24 | Seidauer Straße (Oberweg) (Karte)                                            | Um 1900 | Von ortsbildprägender Bedeutung, Mauerzug verschiedenartig ausgeprägt, Flurstück 2342/1 Ziegelmauerwerk, Flurstück 151 Granitmauerwerk mit Zementputz, ansonsten Granitmauer. Nordöstlicher Mauerzug entlang Seidauer Straße ab Nummer 30 (Flurstück 278/1) über Nummer 28 (Flurstück 2342/1), Nummer 26 (Flurstück 1541/1), Nummer 24 (Flurstück 2341/1), außer Nummer 22 bis Grundstücksgrenze Nummer 20 (Flurstück 2341/6), südwestliche Begrenzung durch Mauer entlang Seidauer Straße Flurstück 163, 161, 160, 159, 158, 156, 151, 146, 134, 136, 137, 138, 113, nordöstliche Begrenzung Oberweg von Nummer 2b (Flurstück 162) über Rückseiten der Flurstück 159, 158, 151, südwestliche Begrenzung Oberweg von Nummer 9 (Flurstück 157) bis Nummer 7 (Flurstück 156), ab Flurstück 147 über 146, 134, 135. | 09303793 |
| Weitere Bilder                          | Hammermühle / Eisenhammer: Mühlenensemble mit Mietshaus in Ecklage, Müllerwohnhaus, Nebengebäude (Torhaus), rückwärtigem Mühlentrakt über L-förmigem Grundriss, Lagergebäude im Hof und Hofpflasterung, dazu mühlentechnische Einrichtung und wassertechnische Anlage einschließlich des zugehörigen Überfallwehrs | Seidauer Straße 2, 4 (Karte)                                                 | Um 1850 (Wohnhaus des Eisenhammers); bezeichnet mit 1897 (Mühlengebäude); bezeichnet mit 1898 (Mietshaus); bezeichnet mit 1905 (Lagerhaus)                                                                                 | Im Mühlengebäude drei Wandbilder, Stadtansichten um 1850–1880 darstellend (bis 1888 Eisenhammer, danach Mühle), Mühlentechnik vollständig vorhanden, baugeschichtlich, ortsgeschichtlich und technikgeschichtlich von Bedeutung. Lagergebäude zweietagig, Wohnhaus (mit zwei Toren) des ehemaligen Eisenhammers (seit 1961 wurde nur noch geschrotet, Mühlenbetrieb 1989 eingestellt); Wohnhaus mit reicher Fensterbekrönung und Putzreliefierung; Wassermühle mit vorhandener Turbine (Baujahr 1955); weitere Mühlentechnik wie Transmission, Schrotstühle, Grießstühle, Schrotmaschine, Grießreiniger, Mischmaschine, Windfilter, Sichter, Reinigungstechnik und Elevatoren; Wehranlage, Walzenstühle (Mahlgänge entfernt) im Wesentlichen aus den 1920er/1930er Jahren. | 09250828 |
|                                         | Wohnhaus in geschlossener Bebauung | Seidauer Straße 3 (Karte)                                                    | Um 1800 | Stadtentwicklungsgeschichtlich von Bedeutung, zweietagig, gewölbtes Türportal | 09250837 |
|                                         | Wohnhaus mit großer originaler Toreinfahrt und Innenhof in geschlossener Bebauung | Seidauer Straße 5 (Karte)                                                    | Um 1800 | Baugeschichtlich von Bedeutung, früher Fleischerei, zweietagig, gewölbtes Türportal | 09250836 |
| Weitere Bilder                          | Wohnhaus mit seitlichem Anbau, in halboffener Bebauung | Seidauer Straße 6 (Karte)                                                    | Bezeichnet mit 1804 | Baugeschichtlich von Bedeutung, originale Tür | 09250830 |
| Direkt Bild zu diesem Denkmal hochladen | Wohnhaus in offener Bebauung mit rückwärtig angebautem Torbogen | Seidauer Straße 11 (Karte)                                                   | Im Schlussstein bez. 1772 | Baugeschichtlich von Bedeutung. Weitgehend authentisch erhaltenes vorstädtisches Wohnhaus, mit Mittelbetonung, ursprünglich zwei seitlich zum Eingang führende Treppen, Granitgewände an Fenster und Türen, Straßenfassade weist linksseitig Brandspuren auf, hier Ausbesserung mit Ziegelmauerwerk, große quadratische Sandsteinfußbodenplatten im Erdgeschoss, ansonsten Fußböden und Decken kaputt, große Dachschäden, insgesamt sehr desolater Bauzustand. Außerhalb des Grundrisses des Hauses befindet sich ein Keller mit schöner Tonne, mit mehreren verzogenen Fenstern (eventuell ehemalige Schüttöffnungen). Haus bezeichnet mit 1787, eventuell aufgrund des sehr steilen Daches noch älter, Abbruchgenehmigung zum Teilabriss und Sanierung der verbleibenden Gebäudeteile vom 4. Juni 2009. | 09250835 |
|                                         | Wohnhaus (Stockhaus) in halboffener Bebauung | Seidauer Straße 15 (Karte)                                                   | 1706 | Baugeschichtlich von Bedeutung | 09250833 |
|                                         | Wohnhaus in offener Bebauung | Seidauer Straße 19 (Karte)                                                   | Um 1860/1870 | Baugeschichtlich von Bedeutung, Krüppelwalmdach, originale Fenstergewände | 09251182 |
| Direkt Bild zu diesem Denkmal hochladen | Wohnhaus in geschlossener Bebauung | Seidauer Straße 25 (Karte)                                                   | Um 1890/1900 | Baugeschichtlich von Bedeutung, Mittelbetonung durch hohes Portal, Bekrönung des mittleren Fensters im ersten Obergeschoss, Dreiecksgiebel mit Okulus | 09251239 |
|                                         | Wohnhaus mit seitlichem Anbau und kleinem, zur Straße gelegenen Innenhof in geschlossener Bebauung | Seidauer Straße 27 (Karte)                                                   | Mitte 18. Jahrhundert | Baugeschichtlich von Bedeutung, Krüppelwalmdach | 09251240 |
|                                         | Wohnhaus mit Stallgebäude | Seidauer Straße 28 (Karte)                                                   | 1808 | Baugeschichtlich von Bedeutung, heute Heizstoffhandlung, asymmetrischer Baukörper, Krüppelwalmdach | 09251183 |
| Direkt Bild zu diesem Denkmal hochladen | Wohnhaus in halboffener Bebauung, mit Treppe und Geländer | Seidauer Straße 30 (Karte)                                                   | Um 1800 | Bildet heute ein Grundstück mit ehemaliger Nummer 32, Gebäude wurden unter Nummer 30 zusammengefasst, baugeschichtlich von Bedeutung | 09251184 |
|                                         | Wohnhaus mit angebautem Hintergebäude, in offener Bebauung | Seidauer Straße 33 (Karte)                                                   | Bezeichnet mit 1775 | Baugeschichtlich von Bedeutung, Rundbogenportal, Hof teilweise überdacht | 09251190 |
| Direkt Bild zu diesem Denkmal hochladen | Treppenanlage | Seidauer Straße 33 (neben) (Karte)                                           | 2. Hälfte 18. Jahrhundert | Alte Steintreppe, baugeschichtlich von Bedeutung | 09251189 |
|                                         | Alte Scheune mit sehr spitzem Giebel, Stützpfeiler | Seidauer Straße 33a (Karte)                                                  | 15. Jahrhundert | Baugeschichtlich, wirtschaftsgeschichtlich und platzbildprägend von Bedeutung, asymmetrischer Baukörper, Naturstein (teilweise neu verputzt) | 09251188 |
| Weitere Bilder                          | Wohnhaus mit seitlichem Anbau, in halboffener Bebauung | Seidauer Straße 37 (Karte)                                                   | 1808 | Baugeschichtlich und straßenbildprägend von Bedeutung, Mittelbetonung durch breites, rundbogiges Portal mit Zackenornament, Treppenaufgang mit originalem Geländer | 09251192 |
|                                         | Ehemalige Scheune (Nr. 37a) und Wohnhaus (Nr. 39) mit Anbau sowie weitere Scheune | Seidauer Straße 37a, 39 (Karte)                                              | Um 1800 | Nummer 37a ehemalige Fachwerkscheune mit Holztor, Nummer 39 ist mit Anbau und Scheune zu einem Gasthof und Nummer 37a zu einem Wohnhaus umgebaut worden, baugeschichtlich und ortsgeschichtlich von Bedeutung, Krüppelwalmdach, Portal mit Schlussstein | 09251195 |
| Direkt Bild zu diesem Denkmal hochladen | Wohnhaus in geschlossener Bebauung | Seidauer Straße 38 (Karte)                                                   | Um 1800 | Baugeschichtlich und städtebaulich von Bedeutung, hochliegendes Erdgeschosses, Treppenaufgang zur Eingangstür, gerundetes Portal | 09251186 |
|                                         | Wohn- und Gasthaus mit kleinem asymmetrischen Innenhof, in Ecklage | Seidauer Straße 40 (Karte)                                                   | Um 1820 | Baugeschichtlich und ortsgeschichtlich von Bedeutung, gewölbtes Portal mit Resten des Schlusssteins, originale Treppen und Pflastersteine am Eingang, Krüppelwalmdach rückseitig; Wohnhaus von Jan Arnošt Smoler und Geburtshaus von Marko Smoler | 09251187 |
|                                         | Wohnhaus mit Werkstatt und seitlichem Anbau (vermutlich älter), in offener Bebauung | Seidauer Straße 42 (Karte)                                                   | Um 1900/1910 | Baugeschichtlich von Bedeutung, ehemals Wagen- und Karosseriebau Kurt und Walter Duban, Putzornamentik, Krüppelwalmdach, Dreiecksgiebel mit Holzverkleidung | 09251193 |
|                                         | Kleines Wohnhaus in halboffener Bebauung | Seidauer Straße 44 (Karte)                                                   | Mitte/Ende 18. Jahrhundert | Baugeschichtlich von Bedeutung, straßenseitig eingeschossig, rückseitig zweigeschossig, mit Krüppelwalmdach, Mittelbetonung durch niedrige Tür | 09251194 |
|                                         | Wohnhaus mit Teilen der originalen Einfriedung, in halboffener Bebauung | Seidauer Straße 45 (Karte)                                                   | Um 1850 | Baugeschichtlich von Bedeutung, Mittelbetonung durch Eingangstür, Natursteinstufen zum Eingang | 09251199 |
|                                         | Wohnhaus mit Stall (Rundbögen) und großer Scheune, in halboffener Bebauung | Seidauer Straße 49 (Karte)                                                   | 19. Jahrhundert (Wohnhaus); bezeichnet mit 1911 (Wohnhaus) | Baugeschichtlich von Bedeutung, Wohnhaus bezeichnet mit 1911 im Reliefportal, Baukörper aus 19. Jahrhundert, Kranzbinderei – Obst und Gartenerzeugnisse G. Hantsch, für Dokumentation: Portal ist zu erhalten | 09251200 |
|                                         | Wohnhaus in offener Bebauung | Seidauer Straße 50 (Karte)                                                   | Um 1800 | Baugeschichtlich von Bedeutung, einetagig, Mittelbetonung durch Türportal, Dachausbau, seit 1995 Gaststätte und Pension | 09251231 |
| Direkt Bild zu diesem Denkmal hochladen | Wohnhaus sowie angebautes Hintergebäude und Einfriedung, in offener Bebauung | Seidauer Straße 58 (Karte)                                                   | Um 1840 | Baugeschichtlich von Bedeutung, im Erdgeschoss niedrige Tür, im ersten Obergeschoss drei Fenster, Krüppelwalmdach | 09251197 |
|                                         | Wohnhaus in offener Bebauung | Seidauer Straße 60 (Karte)                                                   | Um 1840 | Baugeschichtlich von Bedeutung, Rundbogenportal, rückseitig Erker im ersten Obergeschoss, nach unten führende Stufen zur Eingangstür | 09251198 |
| Direkt Bild zu diesem Denkmal hochladen | Scheune | Seidauer Straße 60a (Karte)                                                  | Um 1800 | Frei stehende Scheune, weitgehend authentisches Erscheinungsbild, ortsbildprägend und wirtschaftsgeschichtlich von Bedeutung, Putzbau mit ausgewogenen Proportionen, eingeschossig, mit giebelseitigem Holztor, zweiflügelig mit geradem Sturz, traufseitig kleine Luke – ebenfalls mit Holztürchen, giebelseitig schmale Lüftungsschlitze, Krüppelwalmdach mit Biberschwanzdeckung (Doppeldeckung), rechts- und linksseitig mit Maueranschluss (Trockenmauer) | 09251230 |
|                                         | Wohnhaus einer ehemaligen Hofanlage | Teichnitzer Straße 2 (Karte)                                                 | Um 1875 | Baugeschichtlich von Bedeutung. - Nummer 2: Zwillingsfenster mit Rundbögen im Dachgeschoss, darüber Rundfenster, Gewölbereste, Anbau abgebrochen. Wohnhäuser zweigeschossig, massiv, Bruchsteinmauerwerk mit Eckquaderungen, Satteldach, Erdgeschoss mit Tonnengewölben. Ehemals geschlossene Hofanlage, zwei Flügelbauten davon abgerissen, jetzt Mauer, Struktur aber erhalten. Wohngebäude werden jetzt (2002) nach einigen in der Vergangenheit erfolgten Umbauten zurückgebaut. - Wohnhaus Nummer 6 nach Sanierung in Kubatur, Proportionen durch Aufstockung und Erweiterung stark verändert, innen neue Decken, Wände, Fußbodenaufbauten und komplett neuer Dachstuhl, kein öffentliches Erhaltungsinteresse mehr nachweisbar, Streichung 2008 in Abstimmung mit Landratsamt Bautzen (Untere Denkmalschutzbehörde) und Regierungspräsidium Dresden, im Zuge umfangreicher Baumaßnahmen Charakter des Hauses völlig verändert, Denkmaleigenschaft wegen ebenfalls beträchtlichen Substanzverlust nicht mehr nachweisbar | 09251218 |
| Weitere Bilder                          | Wohnhaus und Hinterhaus mit Einfriedung, in offener Bebauung | Uferweg 1 (Karte)                                                            | Um 1770 | Barockes Wohnhaus, baugeschichtlich und straßenbildprägend von Bedeutung, mit Mittelrisalit, Portal mit Schlussstein, Stützpfeiler, halbrunde Treppen vor Eingang, Gewölbekeller | 09251157 |
| Direkt Bild zu diesem Denkmal hochladen | Wohnhaus in geschlossener Bebauung | Veilchenberg 11 (Karte)                                                      | Um 1870/1880 | Baugeschichtlich von Bedeutung, mit Mittelbetonung durch Rundbogenportal | 09251215 |
| Direkt Bild zu diesem Denkmal hochladen | Wohnhaus mit Einfriedung, in geschlossener Bebauung | Veilchenberg 13 (Karte)                                                      | Baukörper 1880 | Baugeschichtlich von Bedeutung, Mittelbetonung durch Holzerker im ersten Obergeschoss | 09251216 |
| Direkt Bild zu diesem Denkmal hochladen | Wohnhaus mit seitlichem Anbau und Holzvorbau vor Eingangstür, in halboffener Bebauung | Veilchenberg 17 (Karte)                                                      | Um 1870 | Baugeschichtlich von Bedeutung, Krüppelwalmdach | 09251217 |
|                                         | Wohnhaus in offener Bebauung | Welkaer Straße 5 (Karte)                                                     | Um 1870 | Baugeschichtlich von Bedeutung, Mittelbetonung durch Tür, Portal mit Schlussstein | 09251204 |
|                                         | Wohnhaus in halboffener Bebauung | Welkaer Straße 10 (Karte)                                                    | Um 1820 | Baugeschichtlich von Bedeutung, Mittelbetonung durch Rundbogenportal, im Erdgeschoss originale Fenster, Krüppelwalmdach | 09251213 |
| Weitere Bilder                          | Wohnhaus mit Spruchtafel über Portal | Welkaer Straße 18 (Karte)                                                    | Bezeichnet mit 1883 | Baugeschichtlich von Bedeutung, bezeichnet mit 1883 (in verwitterter Spruchtafel über Portal „Gott segne liebes Haus ...alle die Tag bei ein...“), Mittelbetonung durch Portal, darüber Spruchtafel mit Dreiecksbekrönung über Mittelfenster im ersten Obergeschoss, Horizontalgliederung durch Sims über Erdgeschoss | 09251212 |
| Direkt Bild zu diesem Denkmal hochladen | Doppelwohnhaus in offener Bebauung | Wilhelm-Fiebiger-Straße 1, 3 (Karte)                                         | Um 1928 | Baugeschichtlich von Bedeutung, Mittelbetonung, Mansardgeschoss, Putz | 09250559 |
| Direkt Bild zu diesem Denkmal hochladen | Wohnhauszeile | Wilhelm-Fiebiger-Straße 4, 6, 8 (Karte)                                      | Um 1928 | Baugeschichtlich von Bedeutung, Erdgeschoss in Klinker, Treppenhausfenster sowie Eingänge durch Klinker betont, Mittelrisalit aus Klinker mit Rundbogenbekrönung | 09250561 |
| Direkt Bild zu diesem Denkmal hochladen | Doppelwohnhaus in Ecklage | Wilhelm-Fiebiger-Straße 5 (Hauptanschrift: Dr.-Rohr-Straße 12) (Karte)       | Um 1928 | Baugeschichtlich und städtebaulich von Bedeutung | 09251242 |

## Streichungen von der Denkmalliste
| Bild                                    | Bezeichnung                                                 | Lage                            | Datierung                                                | Beschreibung | ID       |
| --------------------------------------- | ----------------------------------------------------------- | ------------------------------- | -------------------------------------------------------- | --- | -------- |
| Direkt Bild zu diesem Denkmal hochladen | Doppelwohnhaus (Siedlungscharakter) mit Einfriedung         | Dr.-Rohr-Straße 9, 11 (Karte)   | Um 1928                                                  | Baugeschichtlich und städtebaulich von Bedeutung; nach 2014 von der Denkmalliste gestrichen | 09250567 |
| Direkt Bild zu diesem Denkmal hochladen | Doppelwohnhaus mit Einfriedung                              | Dr.-Rohr-Straße 13, 15 (Karte)  | Um 1928                                                  | Baugeschichtlich und städtebaulich von Bedeutung; nach 2014 von der Denkmalliste gestrichen | 09250566 |
| Direkt Bild zu diesem Denkmal hochladen | Ehemalige Schmiede und achteckiger Schornstein              | Dresdener Straße 18 (Karte)     | Um 1910                                                  | Straßenbildprägend und technikgeschichtlich von Bedeutung; vor 2008 abgerissen. Flaches Pferdekopfdach, originale Fenstersprossung, Schornstein mit quadratischem, profiliertem Sockel, Schaft mit profiliertem Kopf, später erhöht, bis April 2008 irrtümlich unter 18a in der Denkmalliste geführt, laut ALK-Daten Nummer 18.                                                                                     | 09250195 |
| Direkt Bild zu diesem Denkmal hochladen | Wohnhaus in offener Bebauung                                | Oberweg 8 (Karte)               | Anfang 19. Jahrhundert                                   | Baugeschichtlich von Bedeutung; nach 2014 von der Denkmalliste gestrichen | 09251256 |
| Direkt Bild zu diesem Denkmal hochladen | Wohnhaus in offener Bebauung                                | Salzenforster Straße 24 (Karte) | Um 1870/1880                                             | Baugeschichtlich und straßenbildprägend von Bedeutung, Mittelbetonung durch Giebel, Walmdach, originale Fenstergewände und Fenster, originale Eingangstür. Zwischen 2008 und 2013 abgerissen. | 09251255 |
|                                         | Wohnhaus in offener Bebauung, mit rückseitigem Anbau        | Seidauer Straße 20 (Karte)      | Um 1910                                                  | Baugeschichtlich von Bedeutung. - Äußeres Erscheinungsbild: im Erdgeschoss große Fenster, Betonung der Horizontalen durch Sims über Erdgeschoss - Im Inneren: auf zwei Drittel der Raumhöhe durchlaufender Wandabsatz, möglicherweise Vorgängerbau im Keller und aufgehenden Mauerwerk vorhanden, schmiedeeiserne Tür im Keller, vermutlich 17. Jahrhundert Zwischen 2018 und 2024 aus der Denkmalliste gestrichen. | 09250831 |
|                                         | Wohnhaus mit älterem Seitengebäude, in halboffener Bebauung | Seidauer Straße 35 (Karte)      | Um 1800 (Wohnhaus); Ende 18. Jahrhundert (Seitengebäude) | Baugeschichtlich von Bedeutung, Eingangstür mit Rundbogenportal. Zwischen 2018 und 2024 aus der Denkmalliste gestrichen. | 09251191 |
|                                         | Wohnhaus in halboffener Bebauung                            | Welkaer Straße 3 (Karte)        | Um 1880                                                  | Baugeschichtlich von Bedeutung. Zwischen 2018 und 2024 aus der Denkmalliste gestrichen. | 09251203 |

## Tabellenlegende
- Bild: Bild des Kulturdenkmals, ggf. zusätzlich mit einem Link zu weiteren Fotos des Kulturdenkmals im Medienarchiv Wikimedia Commons. Wenn man auf das Kamerasymbol klickt, können Fotos zu Kulturdenkmalen aus dieser Liste hochgeladen werden:
- Bezeichnung: Denkmalgeschützte Objekte und ggf. Bauwerksname des Kulturdenkmals
- Lage: Straßenname und Hausnummer oder Flurstücknummer des Kulturdenkmals. Die Grundsortierung der Liste erfolgt nach dieser Adresse. Der Link (Karte) führt zu verschiedenen Kartendiensten mit der Position des Kulturdenkmals. Fehlt dieser Link, wurden die Koordinaten noch nicht eingetragen. Sind diese bekannt, können sie über ein Tool mit einer Kartenansicht einfach nachgetragen werden. In dieser Kartenansicht sind Kulturdenkmale ohne Koordinaten mit einem roten bzw. orangen Marker dargestellt und können durch Verschieben auf die richtige Position in der Karte mit Koordinaten versehen werden. Kulturdenkmale ohne Bild sind an einem blauen bzw. roten Marker erkennbar.
- Datierung: Baubeginn, Fertigstellung, Datum der Erstnennung oder grobe zeitliche Einordnung entsprechend des Eintrags in der sächsischen Denkmaldatenbank
- Beschreibung: Kurzcharakteristik des Kulturdenkmals entsprechend des Eintrags in der sächsischen Denkmaldatenbank, ggf. ergänzt durch die dort nur selten veröffentlichten Erfassungstexte oder zusätzliche Informationen
- ID: Vom Landesamt für Denkmalpflege Sachsen vergebene, das Kulturdenkmal eindeutig identifizierende Objekt-Nummer. Der Link führt zum PDF-Denkmaldokument des Landesamtes für Denkmalpflege Sachsen. Bei ehemaligen Kulturdenkmalen können die Objektnummern unbekannt sein und deshalb fehlen bzw. die Links von aus der Datenbank entfernten Objektnummern ins Leere führen. Ein ggf. vorhandenes Icon  führt zu den Angaben des Kulturdenkmals bei Wikidata.

## Ausführliche Denkmaltexte
1. ↑  Umspannwerk Dresdener Straße 55, 55a:

Stadt Bautzen bis 1904 ohne öffentliche Elektrizitätsversorgung. Bau eines kleinen städtischen Kraftwerkes (1.200 KW) in der Spreegasse, Aufbau eines Stadt- und Überlandnetzes, ab 1915 neben Eigenerzeugung auch Stromlieferung aus dem Großkraftwerk Hirschfelde (Elektrizitätswerke Oberlausitz, Zittau, ab 1917 Eigentum des sächsischen Staates), dadurch preiswerte Stromlieferung und Personalersparnis für die Stadt; Anfang 1919 Verkauf des Kraftwerkes an die AG Vereinigte Papierfabriken Bautzen, Teilnutzung durch das Unternehmen; durch Stromlieferungsengpässe aus Hirschfelde Zurückpachtung durch die Stadt bis 1921, Übergang zum reinen Fremdstrombezug; 1918–1925 Neubau des Umspannwerkes in der Rosenstraße für Fremdstromeinspeisung aus Hirschfelde, bereits wenige Jahre später veraltet, Kapazität unzureichend für stark gestiegenen Elektrizitätsbedarf, Sicherung durch zweite Zuleitung aus Hirschfelde notwendig, hierdurch auch Kapazitätsverdopplung des städtischen Elektrizitätswerkes vorgesehen; AG Sächsische Werke in Dresden zeigte am 14. Februar 1927 (29. Februar 1927) die Vorarbeiten für den Bau der (zweiten) 40.000 Volt Starkstromüberlandleitung an, vom Umspannwerk Rodewitz über Gnaschwitz „bis zu einem von der Stadt Bautzen geplanten Umspannwerk an der Bahnlinie Dresden-Bautzen-Görlitz“; 27. September 1929 Bauantrag für Starkstromleitung bis zum neuen Umspannwerk Rattwitz, 8. März 1930 Fertigstellungsanzeige und Unterstromsetzung der Leitung; Bau des Umspannwerkes am 4. April 1929 beschlossen; 6.  Mai 1929 Baubeginn; 1. Oktober 1929 Richtfest; Inbetriebnahme: 25. Mai 1930; Entwurf: Hochbauamt Bautzen, Oberbaurat Göhre (?), Dr. Nagel (?); Bauausführung: u. a. Fa. Baumeister Hentschke, Köhler (Tief- und Hochbau), Robert Berndt Söhne (Gleisbau), alle Bautzen; Kosten: 540.000 RM zuzüglich Verlegung Hochspannungsleitung von Gnaschwitz bis Rattwitz 69.400 RM; nach 1945 verstaatlicht, nach 1990 privatisiert, mehrfach Umbau, Erweiterung, Neueinrichtung der elektrotechnischen Anlagen (u. a. 1960/61, 1964/65 und ab 1990); 1997 Umbau zur Geschäftsstelle der ESAG Energieversorgung Sachsen Ost.
2. ↑  Friedhof Protschenberg:

Bereits im 16. Jahrhundert wurde dieser Platz als Begräbnisstätte genutzt. Doch erst 1789 wurde den Bewohnern von Seidau offiziell genehmigt, hier ihre Toten zu beerdigen. Der Friedhof wurde mit einer Mauer umgeben und erhielt ein verschließbares Tor. 1866 erfolgte eine erste Erweiterung, 1884 eine zweite und die Erbauung der Friedhofskapelle. 1893 ließ der „Königlich Sächsische Kriegerverein Seidau und Umgebung“ südlich des Friedhofs am Fuße einer Eiche – der sogenannten „König-Albert-Eiche“ – einen Gedenkstein für den sächsischen König Albert aufstellen. Das Friedhofsportal mit einem Holz-Tor an der Südseite des Friedhofs wurde 1921 als Kriegerdenkmal für die Gefallenen des Ersten Weltkrieges gestaltet. 1934 wurde die Kapelle unter Leitung des Stadtbaudirektors Dr. Nagel und des Baumeisters Paul Mörbitz grundlegend erneuert. Der gesamte Friedhof ist von einer Bruchsteinmauer umgeben. Außerhalb des Friedhofs befindet sich an der Ost- bzw. Westseite sowie an der Südseite eine Baumreihe aus Sommer-Linden.
3. ↑  Einzeldenkmale der Sachgesamtheit Friedhofskapelle und Friedhof Protschenberg:

Erbbegräbnis: Schmaler / Smoler
  - Grab: Johann Ernst Schmaler / Jan Arnošt Smoler, Marko Schmaler / Marko Smoler, Dr. Hermann Schletze / Dr. Herman Šleca, Dr. Johann Ziesche / Dr. Jan Cyž, Dr. Ivan Schmaler / Dr. Iwan Smoler
  - Standort: Protschenbergfriedhof, Südteil, östlicher Teil der Nordmauer, ca. 20 m östlich des Durchganges zum Nordteil
  - Entstehungszeit: 1884, Material: Sandstein, Erhaltungszustand: gut

Das Erbbegräbnis ist mit einem schwarzen, leicht rostenden schmiedeeisernen Zaun eingefasst und mit Wacholder und Efeu bepflanzt. Das in die Friedhofsmauer integrierte Grabmal erstreckt sich über die ganze Breite der Grabstätte (310 × 350 × 60 cm). Es ist dreiteilig gegliedert: Eine rundbogige Mittelnische wird von zwei glatten ionischen Säulen, die ein die Friedhofsmauer überragendes Giebelteil ohne Architrav tragen, flankiert, seitlich befindet sich je eine rechteckige Inschrifttafel mit Rahmen. Die Inschriften sind eingemeißelt und schwarz ausgemalt. Vor dem Grabmal ist ein frei stehendes kleines, bis zum Abschluss des Grabmalsockels reichendes lateinisches Kreuz ohne Inschrift errichtet. Das Grabmal ist gut erhalten, seine Abdeckung ist kürzlich erneuert worden.
  - Zur Person Marko Schmaler / Marko Smoler: geboren am 21. Dezember 1857 in der Bautzner Seidau, gestorben am 11. April 1941 in Bautzen, Redakteur und Herausgeber der einzigen sorbischen Wochen-, seit 1920 Tageszeitung, der sorbische „Medienpapst“.
  - Zur Person Dr. Hermann Šleca: geboren am 7. Juli 1892 in Drehsa, gestorben am 26. März 1948 in Bautzen, engagiert im nationalen Turnerbund Sokoł (Falke)
  - Zur Person Dr. Ivan Schmaler / Dr. Iwan Smoler: geboren am 13. März 1901 in St. Petersburg, gestorben am 24. Februar 1990 in Prag, im Familiengrab auf dem Protschenbergfriedhof beigesetzt

Anmerkung: Auf Grund der herausragenden Bedeutung der auf diesem Friedhof bestatteten Personen, insbesondere Johann Ernst Schmaler / Jan Arnošt Smoler, für die sorbische Kulturgeschichte, gehört diese Grabstätte zu den wichtigen des sorbischen Volkes. Sie muss für die Zukunft erhalten bleiben.
4. ↑  Beschreibung des Gartendenkmals Friedhof Salzenforster Straße (Silke Epple, 19. August 2008):
  - Bauliche Schutzgüter:
    - Gebäude: Friedhofskapelle (Abriss vor 2000), ehemaliger Standort an der Westgrenze des Friedhofs
    - Einfriedung: verputzte Ziegelmauer an der nördlichen Friedhofsgrenze zur Salzenforster Straße (Einzeldenkmal)

  - Erschließung:
    - Zugänge: von der Salzenforster Straße im Norden, Ziergitter-Tor verschwunden
    - Wegesystem, noch ablesbar: Hauptweg vom Tor nach Süden, im Norden je ein nach Westen bzw. Osten abzweigender Weg mit bogenförmigen Verlauf nach Süden, dann parallel zum Hauptweg weiter führend und im Süden wieder bogenförmig auf den Hauptweg zulaufend (Wege bilden die Form eines Hippodroms), Querweg in Höhe des ehemaligen Kapellenstandorts, platzartige Erweiterung um die ehemalige Kapelle

  - Vegetation:
    - Alleen und Baumreihen: Allee aus geschnittenen Winter-Linden (Tilia cordata) entlang der zwei südlichen Drittel des Hauptweges, Allee aus geschnittenen Winter-Linden (Tilia cordata) entlang der Außenwege
    - Hain: Hain aus unregelmäßig angeordneten Birken (Betula pendula)
    - Hecken und Sträucher: ehemals geschnittene Hainbuchen-Hecke (Carpinus betulus) als Einfriedungshecke um das gesamte Friedhofsareal, ehemals geschnittene Hainbuchen-Hecke (Carpinus betulus) entlang der Ostgrenze des ursprünglichen Friedhofareals, verwilderte Strauchpflanzung entlang des nördlichen Drittels des Hauptweges